# Final Four
O Final Four da Euroliga é a decisão da mesma, conta com quatro clubes e é sediado numa cidade previamente escolhida.

## Fórmula de disputa
As quatro equipes jogam em semi-finais, decisão de 3º colocado e final, e desta, sai o campeão.

## História
Este modo de decidir a final da Euroliga foi adotada em 1988 na cidade de Gante na Bélgica, como campeão Philips Milan da Itália, e o último campeão foi o Maccabi Electra de Israel, sendo o seu Final Four sediado em Milão na Itália.

## Finais na década de 80

### Final Four 1988 (Gante)
| Gante                       |
| --------------------------- |
| Flanders Expo               |
| 51° 01′ 37″ S, 3° 41′ 30″ O |
| Capacidade: 13 000          |
|                             |

| 5 de abril de 1988 |                                 | Maccabi Elite | 87–82                    | Partizan Belgrado |  | Flanders Expo, Gante |  |
| 5 de abril de 1988 | Placar por quarto: 43-44, 44-38 |               |                          |                   |  | Flanders Expo, Gante |  |
| 5 de abril de 1988 | Pts: K Magee 34                 |               | Pts: G Grbovic, Divac 19 |                   |  | Flanders Expo, Gante |  |

| 5 de abril de 1988 |                                 | Philips Milan | 87–82         | Aris Salonica |  | Flanders Expo, Gante |  |
| 5 de abril de 1988 | Placar por quarto: 45-45, 42-37 |               |               |               |  | Flanders Expo, Gante |  |
| 5 de abril de 1988 | Pts: B McAdoo 39                |               | Pts: Galis 28 |               |  | Flanders Expo, Gante |  |

Decisão 3º Lugar
| 7 de Abril de 1988 |                                 | Partizan Belgrado | 105–93        | Aris Salonica |  | Flanders Expo, Gante |  |
| 7 de Abril de 1988 | Placar por quarto: 48-39, 57-54 |                   |               |               |  | Flanders Expo, Gante |  |
| 7 de Abril de 1988 | Pts: Divac 31                   |                   | Pts: Galis 39 |               |  | Flanders Expo, Gante |  |

Final
| 7 de Abril de 1988 | Relatório | Philips Milan                                    | 98–86 | Maccabi Elite                                        |  | Flanders Expo, Gante Público: 11 843 |  |
| 7 de Abril de 1988 | Relatório | Pts: B McAdoo 25 Rbts: B McAdoo 12 Asts: Brown 4 |       | Pts: Jamchy 24 Rbts: Barlow 14 Asts: Magee, Barlow 1 |  | Flanders Expo, Gante Público: 11 843 |  |

Classificação Final
| # | Clube             |
| - | ----------------- |
| 1 | Philips Milan     |
| 2 | Maccabi Elite     |
| 3 | Partizan Belgrado |
| 4 | Aris Salonica     |

- MVP do Final Four 1988 - Mike D'Antoni do Philips Milan

### Final Four 1989 (Munique)
| Munique                      |
| ---------------------------- |
| Olympiahalle                 |
| 48° 10′ 30″ S, 11° 22′ 00″ O |
| Capacidade: 15 500           |
|                              |

| 4 de abril de 1989 |                                 | Maccabi Elite | 99–86             | Aris Salonica |  | Olympiahalle, Munique |  |
| 4 de abril de 1989 | Placar por quarto: 50-48, 49-38 |               |                   |               |  | Olympiahalle, Munique |  |
| 4 de abril de 1989 | Pts: K Magee 29                 |               | Pts: Giannakis 25 |               |  | Olympiahalle, Munique |  |

| 4 de abril de 1989 |                                 | Jugoplastika Split | 87–77                | FC Barcelona |  | Olympiahalle, Munique |  |
| 4 de abril de 1989 | Placar por quarto: 50-41, 37-36 |                    |                      |              |  | Olympiahalle, Munique |  |
| 4 de abril de 1989 | Pts: Kukoc 24                   |                    | Pts: San Epifanio 16 |              |  | Olympiahalle, Munique |  |

Decisão 3º Lugar
| 6 de Abril de 1989 |                                 | Aris Salonica | 88–71          | FC Barcelona |  | Olympiahalle, Munique |  |
| 6 de Abril de 1989 | Placar por quarto: 48-38, 40-33 |               |                |              |  | Olympiahalle, Munique |  |
| 6 de Abril de 1989 | Pts: Galis 36                   |               | Pts: Norris 18 |              |  | Olympiahalle, Munique |  |

Final
| 6 de Abril de 1989 | Relatório | Jugoplastika Split                         | 75–69 | Maccabi Tel Aviv                             |  | Olympiahalle, Munique |  |
| 6 de Abril de 1989 | Relatório | Pts: Radja 20 Rbts: Radja 10 Asts: Kukoc 3 |       | Pts: Jamchy 25 Rbts: Magee 11 Asts: Barlow 1 |  | Olympiahalle, Munique |  |

Classificação Final
| # | Clube              |
| - | ------------------ |
| 1 | Jugoplastika Split |
| 2 | Maccabi Elite      |
| 3 | Aris Salonica      |
| 4 | FC Barcelona       |

- MVP do Final Four 1989 - Dino Radja do Jugoplastika Split

## Finais na década de 90

### Final Four 1990 (Saragoça)
| Saragoça                    |
| --------------------------- |
| Pabellón Príncipe Felipe    |
| 41° 38′ 07″ S, 0° 51′ 58″ O |
| Capacidade: 10 744          |
|                             |

| 17 de abril de 1990 |                                 | FC Barcelona | 104–83        | Aris Salonica |  | Pavilhão Príncipe Felipe, Saragoça |  |
| 17 de abril de 1990 | Placar por quarto: 45-36, 59-47 |              |               |               |  | Pavilhão Príncipe Felipe, Saragoça |  |
| 17 de abril de 1990 | Pts: San Epifanio 24            |              | Pts: Galis 26 |               |  | Pavilhão Príncipe Felipe, Saragoça |  |

| 17 de abril de 1990 |                                 | Jugoplastika Split | 101–83            | CSP Limoges |  | Pavilhão Príncipe Felipe, Saragoça |  |
| 17 de abril de 1990 | Placar por quarto: 51-44, 50-39 |                    |                   |             |  | Pavilhão Príncipe Felipe, Saragoça |  |
| 17 de abril de 1990 | Pts: Perasovic 24               |                    | Pts: Ostrowski 21 |             |  | Pavilhão Príncipe Felipe, Saragoça |  |

Decisão 3º Lugar
| 19 de Abril de 1990 |                                 | CSP Limoges | 103–91        | Aris Salonica |  | Pavilhão Príncipe Felipe, Saragoça |  |
| 19 de Abril de 1990 | Placar por quarto: 54-51, 49-40 |             |               |               |  | Pavilhão Príncipe Felipe, Saragoça |  |
| 19 de Abril de 1990 | Pts: Ostrowski 26               |             | Pts: Galis 43 |               |  | Pavilhão Príncipe Felipe, Saragoça |  |

Final
| 19 de Abril de 1990 | Relatório | Jugoplastika Split                                             | 72–67 | FC Barcelona                                 |  | Pavilhão Príncipe Felipe, Saragoça Público: 11 000 |  |
| 19 de Abril de 1990 | Relatório | Pts: Kukoc 20 Rbts: Kukoc, Savic 7 Asts: Perasovic, Ivanovic 3 |       | Pts: Norris 18 Rbts: Norris 10 Asts: Costa 3 |  | Pavilhão Príncipe Felipe, Saragoça Público: 11 000 |  |

Classificação Final
| # | Clube              |
| - | ------------------ |
| 1 | Jugoplastika Split |
| 2 | FC Barcelona       |
| 3 | CSP Limoges        |
| 4 | Aris Salonica      |

- MVP do Final Four 1990 - Toni Kukoc do Jugoplastika Split

### Final Four 1991 (Paris)
| Paris                            |
| -------------------------------- |
| Palais Omnisports de Paris-Bercy |
| 48° 50′ 29″ S, 2° 22′ 42″ O      |
| Capacidade: 17 000               |
|                                  |

| 16 de abril de 1991 |                                 | FC Barcelona | 101–67         | Maccabi Tel Aviv |  | Palais Omnisports de Paris-Bercy, Paris |  |
| 16 de abril de 1991 | Placar por quarto: 50-38, 51-29 |              |                |                  |  | Palais Omnisports de Paris-Bercy, Paris |  |
| 16 de abril de 1991 | Pts: Montero 25                 |              | Pts: Horton 16 |                  |  | Palais Omnisports de Paris-Bercy, Paris |  |

| 16 de abril de 1991 |                                 | Pop 84 Split | 93–87        | Scavolini Pesaro |  | Palais Omnisports de Paris-Bercy, Paris |  |
| 16 de abril de 1991 | Placar por quarto: 41-45, 52-42 |              |              |                  |  | Palais Omnisports de Paris-Bercy, Paris |  |
| 16 de abril de 1991 | Pts: Savic 25                   |              | Pts: Daye 29 |                  |  | Palais Omnisports de Paris-Bercy, Paris |  |

Decisão 3º Lugar
| 18 de Abril de 1991 |                                 | Maccabi Tel Aviv | 83–81        | Scavolini Pesaro |  | Palais Omnisports de Paris-Bercy, Paris |  |
| 18 de Abril de 1991 | Placar por quarto: 42-39, 41-42 |                  |              |                  |  | Palais Omnisports de Paris-Bercy, Paris |  |
| 18 de Abril de 1991 | Pts: Jamchy 22                  |                  | Pts: Cook 19 |                  |  | Palais Omnisports de Paris-Bercy, Paris |  |

Final
| 18 de Abril de 1991 | Relatório | Pop 84 Split                                   | 70–65 | FC Barcelona                                              |  | Palais Omnisports de Paris-Bercy, Paris Público: 14 000 |  |
| 18 de Abril de 1991 | Relatório | Pts: Savic 27 Rbts: Kukoc 7 Asts: Sretenovic 4 |       | Pts: Ortiz, Trombo 12 Rbts: Ortiz 12 Asts: San Epifanio 4 |  | Palais Omnisports de Paris-Bercy, Paris Público: 14 000 |  |

Classificação Final
| # | Clube            |
| - | ---------------- |
| 1 | Pop 84 Split     |
| 2 | FC Barcelona     |
| 3 | Maccabi Tel Aviv |
| 4 | Scavolini Pesaro |

- MVP do Final Four 1991 - Zoran Savic do Pop 84 Split

### Final Four 1992 (Istanbul)
| Istanbul                     |
| ---------------------------- |
| Abdi İpekçi Arena            |
| 40° 59′ 49″ S, 28° 55′ 10″ O |
| Capacidade: 12 500           |
|                              |

| 14 de abril de 1992 |                                 | Partizan Belgrado | 82–75           | Philips Milan |  | Abdi İpekçi Arena, Istanbul |  |
| 14 de abril de 1992 | Placar por quarto: 31-35, 51-40 |                   |                 |               |  | Abdi İpekçi Arena, Istanbul |  |
| 14 de abril de 1992 | Pts: Danilovic 22               |                   | Pts: Dawkins 21 |               |  | Abdi İpekçi Arena, Istanbul |  |

| 14 de abril de 1992 |                                 | Joventut Badalona | 91–69          | Estudiantes de Madrid |  | Abdi İpekçi Arena, Istanbul |  |
| 14 de abril de 1992 | Placar por quarto: 51-36, 40-33 |                   |                |                       |  | Abdi İpekçi Arena, Istanbul |  |
| 14 de abril de 1992 | Pts: Villacampa 28              |                   | Pts: Pinone 18 |                       |  | Abdi İpekçi Arena, Istanbul |  |

Decisão 3º Lugar
| 16 de Abril de 1992 |                                 | Philips Milan | 99–81           | Estudiantes de Madrid |  | Abdi İpekçi Arena, Istanbul |  |
| 16 de Abril de 1992 | Placar por quarto: 57-41, 42-40 |               |                 |                       |  | Abdi İpekçi Arena, Istanbul |  |
| 16 de Abril de 1992 | Pts: Rogers 20                  |               | Pts: Winslow 21 |                       |  | Abdi İpekçi Arena, Istanbul |  |

Final
| 16 de Abril de 1992 | Relatório | Partizan Belgrado                                                    | 71–70 | Joventut Badalona                                                  |  | Abdi İpekçi Arena, Istanbul Público: 9 500 |  |
| 16 de Abril de 1992 | Relatório | Pts: Danilovic 25 Rbts: Danilovic, Dragutinovic 5 Asts: Djordjevic 3 |       | Pts: Presley 20 Rbts: Presley, Morales 9 Asts: Jofresa, Thompson 2 |  | Abdi İpekçi Arena, Istanbul Público: 9 500 |  |

Classificação Final
| # | Clube                 |
| - | --------------------- |
| 1 | Partizan Belgrado     |
| 2 | Joventut Badalona     |
| 3 | Philips Milan         |
| 4 | Estudiantes de Madrid |

- MVP do Final Four 1992 - Predrag Danilović do Partizan Belgrado

### Final Four 1993 (Atenas)
| Atenas                       |
| ---------------------------- |
| Estádio da Paz e da Amizade  |
| 37° 56′ 32″ S, 40° 02′ 27″ O |
| Capacidade: 11 500           |
|                              |

| 13 de abril de 1993 |                                 | CSP Limoges | 62–52           | Real Madrid |  | Estádio da Paz e da Amizade, Atenas |  |
| 13 de abril de 1993 | Placar por quarto: 36-26, 26-26 |             |                 |             |  | Estádio da Paz e da Amizade, Atenas |  |
| 13 de abril de 1993 | Pts: Young 20                   |             | Pts: Sabonis 19 |             |  | Estádio da Paz e da Amizade, Atenas |  |

| 13 de abril de 1993 |                                 | Benneton Treviso | 79–77            | PAOK Salonica |  | Estádio da Paz e da Amizade, Atenas |  |
| 13 de abril de 1993 | Placar por quarto: 51-45, 28-32 |                  |                  |               |  | Estádio da Paz e da Amizade, Atenas |  |
| 13 de abril de 1993 | Pts: Rusconi 23                 |                  | Pts: Prelevic 21 |               |  | Estádio da Paz e da Amizade, Atenas |  |

Decisão 3º Lugar
| 15 de Abril de 1993 |                                 | PAOK Salonica | 76–70            | Real Madrid |  | Estádio da Paz e da Amizade, Atenas |  |
| 15 de Abril de 1993 | Placar por quarto: 46-38, 30-32 |               |                  |             |  | Estádio da Paz e da Amizade, Atenas |  |
| 15 de Abril de 1993 | Pts: Barlow 20                  |               | Pts: Biriukov 16 |             |  | Estádio da Paz e da Amizade, Atenas |  |

Final
| 15 de Abril de 1993 | Relatório | CSP Limoges                                 | 59–55 | Benneton Treviso                                    |  | Estádio da Paz e da Amizade, Atenas |  |
| 15 de Abril de 1993 | Relatório | Pts: Young 18 Rbts: Redden 10 Asts: Zdovc 3 |       | Pts: Teagle 19 Rbts: Rusconi 15 Asts: Miam, Kukoc 3 |  | Estádio da Paz e da Amizade, Atenas |  |

Classificação Final
| # | Clube            |
| - | ---------------- |
| 1 | CSP Limoges      |
| 2 | Benneton Treviso |
| 3 | PAOK Salonica    |
| 4 | Real Madrid      |

- MVP do Final Four 1993 - Richard Dakoury do CSP Limoges

### Final Four 1994 (Tel Aviv)
| Tel Aviv                     |
| ---------------------------- |
| Arena Yad Eliyahu            |
| 32° 03′ 39″ S, 34° 47′ 28″ O |
| Capacidade: 11 500           |
|                              |

| 19 de abril de 1994 |                                 | Joventut Badalona | 79–65                | FC Barcelona |  | Arena Yad Eliyahu, Tel Aviv |  |
| 19 de abril de 1994 | Placar por quarto: 36-26, 26-26 |                   |                      |              |  | Arena Yad Eliyahu, Tel Aviv |  |
| 19 de abril de 1994 | Pts: Jofresa 21                 |                   | Pts: San Epifanio 23 |              |  | Arena Yad Eliyahu, Tel Aviv |  |

| 19 de abril de 1994 |                                 | Olympiacos Piraeus | 77–72          | Panathinaikos |  | Arena Yad Eliyahu, Tel Aviv |  |
| 19 de abril de 1994 | Placar por quarto: 36-36, 41-36 |                    |                |               |  | Arena Yad Eliyahu, Tel Aviv |  |
| 19 de abril de 1994 | Pts: Paspalj 22                 |                    | Pts: Volkov 32 |               |  | Arena Yad Eliyahu, Tel Aviv |  |

Decisão 3º Lugar
| 21 de Abril de 1994 |                                 | Panathinaikos | 100–83          | FC Barcelona |  | Arena Yad Eliyahu, Tel Aviv |  |
| 21 de Abril de 1994 | Placar por quarto: 49-54, 51-39 |               |                 |              |  | Arena Yad Eliyahu, Tel Aviv |  |
| 21 de Abril de 1994 | Pts: Galis 30                   |               | Pts: Roberts 19 |              |  | Arena Yad Eliyahu, Tel Aviv |  |

Final
| 21 de Abril de 1994 | Relatório | Club Joventut Badalona                                            | 59–57 | Olympiacos Piraeus                             |  | Arena Yad Eliyahu, Tel Aviv Público: 8 000 |  |
| 21 de Abril de 1994 | Relatório | Pts: Martinez 17 Rbts: Smith, Martinez 11 Asts: Smith, Thompson 1 |       | Pts: Paspalj 15 Rbts: Tarpley 14 Asts: Tomic 1 |  | Arena Yad Eliyahu, Tel Aviv Público: 8 000 |  |

Classificação Final
| # | Clube             |
| - | ----------------- |
| 1 | Joventut Badalona |
| 2 | Olympiacos        |
| 3 | Panathinaikos     |
| 4 | FC Barcelona      |

- MVP do Final Four 1994 - Jordi Villacampa do Club Joventut Badalona

### Final Four 1995 (Saragoça)
| Saragoça                    |
| --------------------------- |
| Pabellón Príncipe Felipe    |
| 41° 38′ 07″ S, 0° 51′ 58″ O |
| Capacidade: 10 744          |
|                             |

| 11 de abril de 1995 |                                 | Real Madrid | 62–49           | CSP Limoges |  | Pavilhão Príncipe Felipe, Saragoça |  |
| 11 de abril de 1995 | Placar por quarto: 27-19, 45-30 |             |                 |             |  | Pavilhão Príncipe Felipe, Saragoça |  |
| 11 de abril de 1995 | Pts: Sabonis 21                 |             | Pts: Kempton 12 |             |  | Pavilhão Príncipe Felipe, Saragoça |  |

| 11 de abril de 1995 |                                 | Olympiacos Piraeus | 58–52           | Panathinaikos |  | Pavilhão Príncipe Felipe, Saragoça |  |
| 11 de abril de 1995 | Placar por quarto: 36-36, 41-36 |                    |                 |               |  | Pavilhão Príncipe Felipe, Saragoça |  |
| 11 de abril de 1995 | Pts: Johnson 27                 |                    | Pts: Paspalj 17 |               |  | Pavilhão Príncipe Felipe, Saragoça |  |

Decisão 3º Lugar
| 13 de Abril de 1995 |                                 | Panathinaikos | 91–77         | CSP Limoges |  | Pavilhão Príncipe Felipe, Saragoça |  |
| 13 de Abril de 1995 | Placar por quarto: 48-35, 43-32 |               |               |             |  | Pavilhão Príncipe Felipe, Saragoça |  |
| 13 de Abril de 1995 | Pts: Alvertis 29                |               | Pts: Young 24 |             |  | Pavilhão Príncipe Felipe, Saragoça |  |

Final
| 13 de Abril de 1995 | Relatório | Real Madrid                                           | 73–61 | Olympiacos Piraeus                                           |  | Pavilhão Príncipe Felipe, Saragoça Público: 11 000 |  |
| 13 de Abril de 1995 | Relatório | Pts: Sabonis 23 Rbts: Sabonis 7 Asts: Antunez, Lasa 4 |       | Pts: Volkov, Nakic 15 Rbts: Sigalas 9 Asts: Tomic, Johnson 2 |  | Pavilhão Príncipe Felipe, Saragoça Público: 11 000 |  |

Classificação Final
| # | Clube         |
| - | ------------- |
| 1 | Real Madrid   |
| 2 | Olympiacos    |
| 3 | Panathinaikos |
| 4 | CSP Limoges   |

- MVP do Final Four 1995 - Arvydas Sabonis do Real Madrid

### Final Four 1996 (Paris)
| Paris                            |
| -------------------------------- |
| Palais Omnisports de Paris-Bercy |
| 48° 50′ 29″ S, 2° 22′ 42″ O      |
| Capacidade: 17 000               |
|                                  |

| 9 de abril de 1996 |                                 | Real Madrid | 76–66             | FC Barcelona |  | Palais Omnisports de Paris-Bercy, Paris |  |
| 9 de abril de 1996 | Placar por quarto: 34-38, 42-28 |             |                   |              |  | Palais Omnisports de Paris-Bercy, Paris |  |
| 9 de abril de 1996 | Pts: Karnisovas 24              |             | Pts: Arlauckas 22 |              |  | Palais Omnisports de Paris-Bercy, Paris |  |

| 9 de abril de 1996 |                                 | Panathinaikos | 81–71           | CSKA Moscou |  | Palais Omnisports de Paris-Bercy, Paris |  |
| 9 de abril de 1996 | Placar por quarto: 36-33, 45-38 |               |                 |             |  | Palais Omnisports de Paris-Bercy, Paris |  |
| 9 de abril de 1996 | Pts: Wilkins 35                 |               | Pts: Karasev 23 |             |  | Palais Omnisports de Paris-Bercy, Paris |  |

Decisão 3º Lugar
| 11 de Abril de 1996 |                                 | CSKA Moscou | 74–73         | Real Madrid |  | Palais Omnisports de Paris-Bercy, Paris |  |
| 11 de Abril de 1996 | Placar por quarto: 34-35, 30-28 |             |               |             |  | Palais Omnisports de Paris-Bercy, Paris |  |
| 11 de Abril de 1996 | Pts: Vetra 22                   |             | Pts: Savic 22 |             |  | Palais Omnisports de Paris-Bercy, Paris |  |

Final
| 11 de Abril de 1996 | Relatório | Panathinaikos                                      | 67–66 | FC Barcelona                                             |  | Palais Omnisports de Paris-Bercy, Paris Público: 13 000 |  |
| 11 de Abril de 1996 | Relatório | Pts: Alvertis 17 Rbts: Wilkins 10 Asts: Ekonomou 5 |       | Pts: Karnisovas 23 Rbts: Karnisovas 8 Asts: Karnisovas 6 |  | Palais Omnisports de Paris-Bercy, Paris Público: 13 000 |  |

Classificação Final
| # | Clube         |
| - | ------------- |
| 1 | Panathinaikos |
| 2 | FC Barcelona  |
| 3 | CSKA Moscou   |
| 4 | Real Madrid   |

- MVP do Final Four 1996 - Panagiotis Giannakis do Panathinaikos BC

### Final Four 1997 (Roma)
| Roma                         |
| ---------------------------- |
| Palaeur                      |
| 41° 49′ 31″ S, 12° 27′ 59″ O |
| Capacidade: 11 200           |
|                              |

| 22 de abril de 1997 |                                 | Olympiacos | 74–65            | Olimpija Ljubljana |  | PalaLottomatica, Roma |  |
| 22 de abril de 1997 | Placar por quarto: 37-32, 37-33 |            |                  |                    |  | PalaLottomatica, Roma |  |
| 22 de abril de 1997 | Pts: Rivers 28                  |            | Pts: Stepania 12 |                    |  | PalaLottomatica, Roma |  |

| 22 de abril de 1997 |                                 | FC Barcelona | 77–70          | ASVEL Lyon-Villeurbanne |  | PalaLottomatica, Roma |  |
| 22 de abril de 1997 | Placar por quarto: 38-36, 39-24 |              |                |                         |  | PalaLottomatica, Roma |  |
| 22 de abril de 1997 | Pts: Djordjevic 17              |              | Pts: Howard 20 |                         |  | PalaLottomatica, Roma |  |

Decisão 3º Lugar
| 24 de Abril de 1997 |                                 | Olimpija Ljubljana | 86–79          | ASVEL Lyon-Villeurbanne |  | PalaLottomatica, Roma |  |
| 24 de Abril de 1997 | Placar por quarto: 54-35, 32-44 |                    |                |                         |  | PalaLottomatica, Roma |  |
| 24 de Abril de 1997 | Pts: Milic 17                   |                    | Pts: Digbeu 22 |                         |  | PalaLottomatica, Roma |  |

Final
| 24 de Abril de 1997 | Relatório | Olympiacos                                    | 73–58 | FC Barcelona                                       |  | PalaLottomatica, Roma Público: 12 500 |  |
| 24 de Abril de 1997 | Relatório | Pts: Rivers 26 Rbts: Tarlac 14 Asts: Rivers 3 |       | Pts: Jimenez 16 Rbts: Jimenez 9 Asts: Djordjevic 4 |  | PalaLottomatica, Roma Público: 12 500 |  |

Classificação Final
| # | Clube              |
| - | ------------------ |
| 1 | Olympiacos         |
| 2 | FC Barcelona       |
| 3 | Olimpija Ljubljana |
| 4 | ASVEL              |

- MVP do Final Four 1997 - David Rivers do Olympiacos

### Final Four de 1998 (Barcelona)
| Barcelona                   |
| --------------------------- |
| Palau Sant Jordi            |
| 41° 21′ 48″ S, 9° 09′ 02″ O |
| Capacidade: 17 000          |
|                             |

| 21 de abril de 1998 |                                 | Kinder Bologna | 83–61         | Partizan Belgrado |  | Palau Sant Jordi, Barcelona |  |
| 21 de abril de 1998 | Placar por quarto: 45-25, 39-36 |                |               |                   |  | Palau Sant Jordi, Barcelona |  |
| 21 de abril de 1998 | Pts: Savic 23                   |                | Pts: Brkic 17 |                   |  | Palau Sant Jordi, Barcelona |  |

| 21 de abril de 1998 |                                 | AEK Atenas | 69–66            | Benneton Treviso |  | Palau Sant Jordi, Barcelona |  |
| 21 de abril de 1998 | Placar por quarto: 37-36, 32-30 |            |                  |                  |  | Palau Sant Jordi, Barcelona |  |
| 21 de abril de 1998 | Pts: Anderson 21                |            | Pts: Williams 22 |                  |  | Palau Sant Jordi, Barcelona |  |

Decisão 3º Lugar
| 23 de Abril de 1998 |                                 | Partizan Belgrado | 96–89            | Benneton Treviso |  | Palau Sant Jordi, Barcelona |  |
| 23 de Abril de 1998 | Placar por quarto: 54-46, 42-45 |                   |                  |                  |  | Palau Sant Jordi, Barcelona |  |
| 23 de Abril de 1998 | Pts: Williams 24                |                   | Pts: Drobnjak 22 |                  |  | Palau Sant Jordi, Barcelona |  |

Final
| 23 de Abril de 1998 | Relatório | Kinder Bologna                                                 | 73–58 | AEK Atenas                                            |  | Palau Sant Jordi, Barcelona |  |
| 23 de Abril de 1998 | Relatório | Pts: Rigaudeau 14 Rbts: Nesterovic 9 Asts: Abbio, Sconochini 2 |       | Pts: Lasa 7 Rbts: Tsakalidis 6 Asts: Lasa, Prelevic 3 |  | Palau Sant Jordi, Barcelona |  |

Classificação Final
| # | Clube             |
| - | ----------------- |
| 1 | Kinder Bologna    |
| 2 | AEK Atenas        |
| 3 | Benneton Treviso  |
| 4 | Partizan Belgrado |

- MVP do Final Four 1998 - Antoine Rigaudeau do Kinder Bologna

### Final Four 1999 (Munique)
| Munique                      |
| ---------------------------- |
| Olympiahalle                 |
| 48° 10′ 30″ S, 11° 22′ 00″ O |
| Capacidade: 15 500           |
|                              |

| 20 de abril de 1999 |                                 | Kinder Bologna | 62–57         | Teamsystem Bologna |  | Olympiahalle, Munique |  |
| 20 de abril de 1999 | Placar por quarto: 34-32, 28-25 |                |               |                    |  | Olympiahalle, Munique |  |
| 20 de abril de 1999 | Pts: Nesterovic 16              |                | Pts: Myers 18 |                    |  | Olympiahalle, Munique |  |

| 20 de abril de 1999 |                                 | Zalgiris Kaunas | 87–71          | Olympiacos |  | Olympiahalle, Munique |  |
| 20 de abril de 1999 | Placar por quarto: 48-33, 39-38 |                 |                |            |  | Olympiahalle, Munique |  |
| 20 de abril de 1999 | Pts: Bowie 19                   |                 | Pts: Tarlac 15 |            |  | Olympiahalle, Munique |  |

Decisão 3º Lugar
| 22 de Abril de 1999 |                                 | Olympiacos | 74–63         | Teamsystem Bologna |  | Olympiahalle, Munique |  |
| 22 de Abril de 1999 | Placar por quarto: 43-28, 33-35 |            |               |                    |  | Olympiahalle, Munique |  |
| 22 de Abril de 1999 | Pts: Komazec 13                 |            | Pts: Jaric 17 |                    |  | Olympiahalle, Munique |  |

Final
| 22 de Abril de 1999 | Relatório | Zalgiris Kaunas                                  | 82–74 | Kinder Bologna                                           |  | Olympiahalle, Munique |  |
| 22 de Abril de 1999 | Relatório | Pts: Bowie 17 Rbts: Edney, Zidek 6 Asts: Edney 6 |       | Pts: Rigaudeau 27 Rbts: Nesterovic 13 Asts: Nesterovic 4 |  | Olympiahalle, Munique |  |

Classificação Final
| # | Clube              |
| - | ------------------ |
| 1 | Zalgiris Kaunas    |
| 2 | Kinder Bologna     |
| 3 | Olympiacos         |
| 4 | Teamsystem Bologna |

- MVP do Final Four 1999 - Saulius Štombergas do Zalgiris Kaunas

## Finais na década de 2000

### Final Four 2007 (Atenas)
| Atenas                                 |
| -------------------------------------- |
| OAKA                                   |
| Coordenadas : minutos ou segundos > 60 |
| Capacidade: 18 500                     |
|                                        |

Semifinais
| 04 de Maio de 2007 18:30 | Relatório | CSKA Moscou                                         | 62–50 | Unicaja Málaga                                                    |  | OAKA, Atenas Público: 18 363 |  |
| 04 de Maio de 2007 18:30 | Relatório | Placar por quarto: 18-15, 15-9, 11-20, 18-6         |       |                                                                   |  | OAKA, Atenas Público: 18 363 |  |
| 04 de Maio de 2007 18:30 | Relatório | Pts: Langdon 13 Rbts: Andersen 9 Asts: Papaloukas 4 |       | Pts: Cabezas 13 Rbts: Jimenez 8 Asts: Sanchez, Cabezas, Jimenez 3 |  | OAKA, Atenas Público: 18 363 |  |

| 04 de Maio de 2007 21:30 | Relatório | Panathinaikos                                                  | 67–53 | Tau Ceramica                                   |  | OAKA, Atenas Público: 18 363 |  |
| 04 de Maio de 2007 21:30 | Relatório | Placar por quarto: 18-9, 17-12, 12-14, 20-18                   |       |                                                |  | OAKA, Atenas Público: 18 363 |  |
| 04 de Maio de 2007 21:30 | Relatório | Pts: Batiste, Becirovic 15 Rbts: Batiste 8 Asts: Diamantidis 4 |       | Pts: Erdogan 11 Rbts: Peker 8 Asts: Prigioni 2 |  | OAKA, Atenas Público: 18 363 |  |

Decisão Terceiro Lugar
| 06 de Maio de 2007 18:30 | Relatório | Tau Ceramica                                     | 74–76 | Unicaja Málaga                                       |  | OAKA, Atenas Público: 18 363 |  |
| 06 de Maio de 2007 18:30 | Relatório | Placar por quarto: 15-16, 25-19, 21-16, 13-25    |       |                                                      |  | OAKA, Atenas Público: 18 363 |  |
| 06 de Maio de 2007 18:30 | Relatório | Pts: Rakocevic 16 Rbts: Splitter 8 Asts: Vidal 5 |       | Pts: Tusek 18 Rbts: Pietrus, Tusek 5 Asts: Sanchez 8 |  | OAKA, Atenas Público: 18 363 |  |

Final
| 06 de Maio de 2007 21:30 | Relatório | Panathinaikos BC                                           | 93–91 | CSKA Moscou                                            |  | OAKA, Atenas Público: 18 363 |  |
| 06 de Maio de 2007 21:30 | Relatório | Placar por quarto: 18-17, 28-19, 19-21, 28-34              |       |                                                        |  | OAKA, Atenas Público: 18 363 |  |
| 06 de Maio de 2007 21:30 | Relatório | Pts: Siskauskas 20 Rbts: Mike Batiste 5 Asts: Siskauskas 5 |       | Pts: Papaloukas 23 Rbts: Andersen 6 Asts: Papaloukas 8 |  | OAKA, Atenas Público: 18 363 |  |

Classificação Final
| # | Clube            |
| - | ---------------- |
| 1 | Panathinaikos BC |
| 2 | CSKA Moscou      |
| 3 | Unicaja Málaga   |
| 4 | Tau Ceramica     |

- MVP Final Four 2010 - Dimitris Diamantidis[2] do Panathinaikos BC.

### Final Four 2008 (Madrid)
| Madrid                                        |
| --------------------------------------------- |
| Palacio de Deportes de la Comunidad de Madrid |
| 40° 25′ 26″ S, 3° 40′ 18″ O                   |
| Capacidade: 15 000                            |
|                                               |

Semifinais
| 02 de Maio de 2008 18:00 | Relatório | Montepaschi Siena                               | 85–92 | Maccabi Elite                                    |  | Palacio de Deportes de la Comunidad de Madrid, Madrid Público: 13 480 |  |
| 02 de Maio de 2008 18:00 | Relatório | Placar por quarto: 20-8, 25-25, 19-28, 21-31    |       |                                                  |  | Palacio de Deportes de la Comunidad de Madrid, Madrid Público: 13 480 |  |
| 02 de Maio de 2008 18:00 | Relatório | Pts: McIntyre 26 Rbts: Sato 11 Asts: McIntyre 5 |       | Pts: Alex Garcia 19 Rbts: Morris 7 Asts: Bynum 4 |  | Palacio de Deportes de la Comunidad de Madrid, Madrid Público: 13 480 |  |

| 02 de Maio de 2008 21:00 | Relatório | Tau Ceramica                                                  | 79–83 | CSKA Moscou                                                |  | Palacio de Deportes de la Comunidad de Madrid, Madrid Público: 13 480 |  |
| 02 de Maio de 2008 21:00 | Relatório | Placar por quarto: 20-20, 19-13, 17-24, 23-26                 |       |                                                            |  | Palacio de Deportes de la Comunidad de Madrid, Madrid Público: 13 480 |  |
| 02 de Maio de 2008 21:00 | Relatório | Pts: Rakocevic 19 Rbts: Prigioni, McDonald 6 Asts: Planinic 4 |       | Pts: Andersen, Siskauskas 16 Rbts: Smodis 6 Asts: Holden 3 |  | Palacio de Deportes de la Comunidad de Madrid, Madrid Público: 13 480 |  |

Decisão Terceiro Lugar
| 04 de Maio de 2008 18:00 | Relatório | Montepaschi Siena                                                   | 97–93 | Tau Ceramica                                       | OT | Palacio de Deportes de la Comunidad de Madrid, Madrid Público: 13 480 |  |
| 04 de Maio de 2008 18:00 | Relatório | Placar por quarto: 21-19, 17-22, 23-20, 18-18, OT: 18-14            |       |                                                    | OT | Palacio de Deportes de la Comunidad de Madrid, Madrid Público: 13 480 |  |
| 04 de Maio de 2008 18:00 | Relatório | Pts: Lavrinovic 19 Rbts: Romain Sato, Stonerook 9 Asts: McIntyre 12 |       | Pts: Mickeal 16 Rbts: Mickeal 10 Asts: Prigioni 11 | OT | Palacio de Deportes de la Comunidad de Madrid, Madrid Público: 13 480 |  |

Final
| 04 de Maio de 2008 21:00 | Relatório | Maccabi Elite                                       | 77–91 | CSKA Moscou                                       |  | Palacio de Deportes de la Comunidad de Madrid, Madrid Público: 13 480 |  |
| 04 de Maio de 2008 21:00 | Relatório | Placar por quarto: 21-22, 20-20, 16-21, 20-28       |       |                                                   |  | Palacio de Deportes de la Comunidad de Madrid, Madrid Público: 13 480 |  |
| 04 de Maio de 2008 21:00 | Relatório | Pts: Bynum 23 Rbts: Batista, Morris 7 Asts: Bynum 4 |       | Pts: Langdon 21 Rbts: Smodis 8 Asts: Papaloukas 4 |  | Palacio de Deportes de la Comunidad de Madrid, Madrid Público: 13 480 |  |

Classificação Final
| # | Clube             |
| - | ----------------- |
| 1 | CSKA Moscou       |
| 2 | Maccabi Elite     |
| 3 | Montepaschi Siena |
| 4 | Tau Ceramica      |

- MVP Final Four 2010 - Trajan Langdon[3] do CSKA Moscou.

### Final Four 2009 (Berlim)
| Berlim                       |
| ---------------------------- |
| O2 World                     |
| 52° 30′ 20″ S, 13° 26′ 36″ O |
| Capacidade: 14 500           |
|                              |

Semifinais
| 01 de Maio de 2009 18:00 | Relatório | Regal FC Barcelona                                | 78–82 | CSKA Moscou                                       |  | O2 World, Berlim Público: 13 238 |  |
| 01 de Maio de 2009 18:00 | Relatório | Placar por quarto: 21-12, 15-20, 20-22, 22-28     |       |                                                   |  | O2 World, Berlim Público: 13 238 |  |
| 01 de Maio de 2009 18:00 | Relatório | Pts: Andersen 11 Rbts: Santiago 6 Asts: Lakovic 5 |       | Pts: Siskauskas 29 Rbts: Khryapa 9 Asts: Holden 4 |  | O2 World, Berlim Público: 13 238 |  |

| 01 de Maio de 2009 21:00 | Relatório | Olympiacos Piraeus                                 | 82–84 | Panathinaikos                                                |  | O2 World, Berlim Público: 13 238 |  |
| 01 de Maio de 2009 21:00 | Relatório | Placar por quarto: 21-27, 20-16, 22-23, 19-18      |       |                                                              |  | O2 World, Berlim Público: 13 238 |  |
| 01 de Maio de 2009 21:00 | Relatório | Pts: Greer 21 Rbts: Bourosis 7 Asts: Papaloukas 20 |       | Pts: Pekovic 20 Rbts: Batiste, Fotsis 6 Asts: Jasikevicius 5 |  | O2 World, Berlim Público: 13 238 |  |

Decisão Terceiro Lugar
| 03 de Maio de 2009 18:00 | Relatório | Olympiacos Piraeus                                | 79–95 | Regal FC Barcelona                               |  | O2 World, Berlim Público: 13 238 |  |
| 03 de Maio de 2009 18:00 | Relatório | Placar por quarto: 19-26, 11-20, 28-27, 21-22     |       |                                                  |  | O2 World, Berlim Público: 13 238 |  |
| 03 de Maio de 2009 18:00 | Relatório | Pts: Greer 19 Rbts: Bourosis 9 Asts: Papaloukas 4 |       | Pts: Andersen 20 Rbts: Vazquez 5 Asts: Lakovic 5 |  | O2 World, Berlim Público: 13 238 |  |

Final
| 03 de Maio de 2009 21:00 | Relatório | Panathinaikos                                                 | 73–71 | CSKA Moscou                                  |  | O2 World, Berlim Público: 13 238 |  |
| 03 de Maio de 2009 21:00 | Relatório | Placar por quarto: 21-16, 27-12, 8-18, 17-25                  |       |                                              |  | O2 World, Berlim Público: 13 238 |  |
| 03 de Maio de 2009 21:00 | Relatório | Pts: Spanoulis, Fotsis 13 Rbts: Fotsis 4 Asts: Jasikevicius 8 |       | Pts: Holden 14 Rbts: Smodis 9 Asts: Holden 4 |  | O2 World, Berlim Público: 13 238 |  |

Classificação Final
| # | Clube              |
| - | ------------------ |
| 1 | Panathinaikos      |
| 2 | CSKA Moscou        |
| 3 | Regal FC Barcelona |
| 4 | Olympiacos         |

- MVP Final Four 2010 - Vassilis Spanoulis do Panathinaikos BC.

## Finais na década de 2010

### Final Four 2010 (Paris)
| Paris                            |
| -------------------------------- |
| Palais Omnisports de Paris-Bercy |
| 48° 50′ 29″ S, 2° 22′ 42″ O      |
| Capacidade: 17 000               |
|                                  |

Semifinais
| 07 de Maio de 2010 18:00 | Relatório | Regal FC Barcelona                            | 64–54 | CSKA Moscou                                         |  | Palais Omnisports de Paris-Bercy, Paris Público: 14 768 |  |
| 07 de Maio de 2010 18:00 | Relatório | Placar por quarto: 17-21, 23-15, 16-11, 21-22 |       |                                                     |  | Palais Omnisports de Paris-Bercy, Paris Público: 14 768 |  |
| 07 de Maio de 2010 18:00 | Relatório | Pts: Vazquez 11 Rbts: Lorbek 9 Asts: Rubio 8  |       | Pts: Siskauskas 19 Rbts: Kaun 10 Asts: Siskauskas 5 |  | Palais Omnisports de Paris-Bercy, Paris Público: 14 768 |  |

| 07 de Maio de 2010 21:00 | Relatório | Partizan Belgrado                                | 80–83 | Olympiacos Piraeus                                |  | Palais Omnisports de Paris-Bercy, Paris Público: 14 768 |  |
| 07 de Maio de 2010 21:00 | Relatório | Placar por quarto: 17-15, 11-18, 24-19, 15-15    |       |                                                   |  | Palais Omnisports de Paris-Bercy, Paris Público: 14 768 |  |
| 07 de Maio de 2010 21:00 | Relatório | Pts: McCalebb 21 Rbts: Vesely 10 Asts: Roberts 5 |       | Pts: Kleiza 19 Rbts: Kleiza 11 Asts: Papaloukas 5 |  | Palais Omnisports de Paris-Bercy, Paris Público: 14 768 |  |

Decisão Terceiro Lugar
| 09 de Maio de 2010 18:00 | Relatório | CSKA Moscou                                                | 90–88 | Partizan Belgrado                                |  | Palais Omnisports de Paris-Bercy, Paris Público: 14 768 |  |
| 09 de Maio de 2010 18:00 | Relatório | Placar por quarto: 25-20, 22-24, 14-18, 17-16              |       |                                                  |  | Palais Omnisports de Paris-Bercy, Paris Público: 14 768 |  |
| 09 de Maio de 2010 18:00 | Relatório | Pts: Langdon 32 Rbts: Khryapa 6 Asts: Siskauskas, Holden 4 |       | Pts: Roberts 16 Rbts: Roberts 8 Asts: McCalebb 4 |  | Palais Omnisports de Paris-Bercy, Paris Público: 14 768 |  |

Final
| 09 de Maio de 2010 21:00 | Relatório | Regal FC Barcelona                                             | 86–68 | Olympiacos Piraeus                                              |  | Palais Omnisports de Paris-Bercy, Paris Público: 14 768 |  |
| 09 de Maio de 2010 21:00 | Relatório | Placar por quarto: 28-19, 19-17, 17-14, 22-18                  |       |                                                                 |  | Palais Omnisports de Paris-Bercy, Paris Público: 14 768 |  |
| 09 de Maio de 2010 21:00 | Relatório | Pts: Navarro 21 Rbts: Navarro, Mickeal 5 Asts: Navarro, Sada 3 |       | Pts: Childress15 Rbts: Childress 6 Asts: Papaloukas, Teodosic 3 |  | Palais Omnisports de Paris-Bercy, Paris Público: 14 768 |  |

Classificação Final
| # | Clube              |
| - | ------------------ |
| 1 | Regal FC Barcelona |
| 2 | Olympiacos         |
| 3 | CSKA Moscou        |
| 4 | Partizan Belgrado  |

- MVP Final Four 2010 - Juan Carlos Navarro do Regal FC Barcelona.

### Final Four 2011 (Barcelona)
| Barcelona                   |
| --------------------------- |
| Palau Sant Jordi            |
| 41° 21′ 48″ S, 9° 09′ 02″ O |
| Capacidade: 17 000          |
|                             |

Semifinais
| 06 de Maio de 2011 18:00 | Relatório | Panathinaikos                                        | 77–69 | Montepaschi Siena                                    |  | Palau Sant Jordi, Barcelona Público: 15 768 |  |
| 06 de Maio de 2011 18:00 | Relatório | Placar por quarto: 17-21, 23-15, 16-11, 21-22        |       |                                                      |  | Palau Sant Jordi, Barcelona Público: 15 768 |  |
| 06 de Maio de 2011 18:00 | Relatório | Pts: Calathes 17 Rbts: Batiste 7 Asts: Diamantidis 9 |       | Pts: Kaukenas 13 Rbts: Stonerook 14 Asts: McCalebb 4 |  | Palau Sant Jordi, Barcelona Público: 15 768 |  |

| 06 de Maio de 2011 21:00 | Relatório | Maccabi Electra                               | 82–63 | Real Madrid                                           |  | Palau Sant Jordi, Barcelona Público: 15 768 |  |
| 06 de Maio de 2011 21:00 | Relatório | Placar por quarto: 14-12, 18-17, 23-18, 27-16 |       |                                                       |  | Palau Sant Jordi, Barcelona Público: 15 768 |  |
| 06 de Maio de 2011 21:00 | Relatório | Pts: Eidson 19 Rbts: Eidson 8 Asts: Pargo 7   |       | Pts: Tomic 17 Rbts: Reyes 14 Asts: Prigioni, Suarez 3 |  | Palau Sant Jordi, Barcelona Público: 15 768 |  |

Decisão Terceiro Lugar
| 08 de Maio de 2011 18:00 | Relatório | Real Madrid                                   | 62–80 | Montepaschi Siena                                      |  | Palau Sant Jordi, Barcelona Público: 13 000 |  |
| 08 de Maio de 2011 18:00 | Relatório | Placar por quarto: 11-19, 21-17, 13-21, 17-23 |       |                                                        |  | Palau Sant Jordi, Barcelona Público: 13 000 |  |
| 08 de Maio de 2011 18:00 | Relatório | Pts: Llull 23 Rbts: Tomic 7 Asts: Prigioni 5  |       | Pts: Lavrinovic 17 Rbts: Rakovic 11 Asts: Lavrinovic 4 |  | Palau Sant Jordi, Barcelona Público: 13 000 |  |

Final
| 08 de Maio de 2011 16:30 | Relatório | Maccabi Electra                               | 70–78 | Panathinaikos BC                                         |  | Palau Sant Jordi, Barcelona Público: 15 768 |  |
| 08 de Maio de 2011 16:30 | Relatório | Placar por quarto: 15-22, 15-11, 13-21, 27-24 |       |                                                          |  | Palau Sant Jordi, Barcelona Público: 15 768 |  |
| 08 de Maio de 2011 16:30 | Relatório | Pts: Eidson 17 Rbts: Eidson 7 Asts: Pargo 9   |       | Pts: Batiste 18 Rbts: Fotsis, Sato 7 Asts: Diamantidis 9 |  | Palau Sant Jordi, Barcelona Público: 15 768 |  |

Classificação Final
| # | Clube             |
| - | ----------------- |
| 1 | Panathinaikos     |
| 2 | Maccabi Electra   |
| 3 | Montepaschi Siena |
| 4 | Real Madrid       |

- MVP Final Four 2011 - Dimitris diamantidis do Panathinaikos BC.

### Final Four 2012 (Istanbul)
| Istanbul                     |
| ---------------------------- |
| Sinan Erdem Dome             |
| 40° 59′ 18″ S, 51° 14′ 15″ O |
| Capacidade: 16 000           |
|                              |

Semifinais
| 11 de Maio de 2012 18:00 | Relatório | CSKA Moscou                                         | 66–64 | Panathinaikos BC                                             |  | Sinan Erdem Dome, Istanbul Público: 15 262 |  |
| 11 de Maio de 2012 18:00 | Relatório | Placar por quarto: 15-29, 17-5, 19-21, 15-9         |       |                                                              |  | Sinan Erdem Dome, Istanbul Público: 15 262 |  |
| 11 de Maio de 2012 18:00 | Relatório | Pts: Kirilenko 17 Rbts: Kirilenko 9 Asts: Khryapa 5 |       | Pts: Jasikevicius 19 Rbts: Koimakoglou 8 Asts: Diamantidis 6 |  | Sinan Erdem Dome, Istanbul Público: 15 262 |  |

| 11 de Maio de 2012 21:00 | Relatório | Olympiacos Piraeus                                    | 68–64 | Regal FC Barcelona                              |  | Sinan Erdem Dome, Istanbul Público: 15 262 |  |
| 11 de Maio de 2012 21:00 | Relatório | Placar por quarto: 17-11, 16-18, 17-18, 18-17         |       |                                                 |  | Sinan Erdem Dome, Istanbul Público: 15 262 |  |
| 11 de Maio de 2012 21:00 | Relatório | Pts: Spanoulis 21 Rbts: Mantzaris 6 Asts: Spanoulis 6 |       | Pts: Navarro 18 Rbts: Vazquez 7 Asts: Navarro 3 |  | Sinan Erdem Dome, Istanbul Público: 15 262 |  |

Decisão Terceiro Lugar
| 13 de Maio de 2012 18:00 | Relatório | Panathinaikos BC                                    | 69–74 | Regal FC Barcelona                                      |  | Sinan Erdem Dome, Istanbul Público: 15 262 |  |
| 13 de Maio de 2012 18:00 | Relatório | Placar por quarto: 20-21, 17-27, 15-10, 17-16       |       |                                                         |  | Sinan Erdem Dome, Istanbul Público: 15 262 |  |
| 13 de Maio de 2012 18:00 | Relatório | Pts: Diamantidis 17 Rbts: Maric 13 Asts: Calathes 2 |       | Pts: Huertas 21 Rbts: N'dong, Vazquez 5 Asts: Huertas 3 |  | Sinan Erdem Dome, Istanbul Público: 15 262 |  |

Final
| 13 de Maio de 2012 21:00 | Relatório | CSKA Moscou                                          | 61–62 | Olympiacos Piraeus                                                                        |  | Sinan Erdem Dome, Istanbul Público: 15 550 |  |
| 13 de Maio de 2012 21:00 | Relatório | Placar por quarto: 10-7, 24-13, 19–20, 8-22          |       |                                                                                           |  | Sinan Erdem Dome, Istanbul Público: 15 550 |  |
| 13 de Maio de 2012 21:00 | Relatório | Pts: Teodosic 15 Rbts: Kirilenko 10 Asts: Teodosic 3 |       | Pts: Papanikolaou 18 Rbts: 3 jogadores com 3 rebotes Asts: 3 jogadores com 2 assistências |  | Sinan Erdem Dome, Istanbul Público: 15 550 |  |

- MVP Final Four 2012 - Ramūnas Šiškauskas do Olympiacos BC.

### Final Four 2013 (Londres)
Sede
| Londres                     |
| --------------------------- |
| O2 Arena                    |
| 51° 30′ 10″ S, 0° 11′ 28″ O |
| Capacidade: 20 000          |
|                             |

Semifinais
| 10 de Maio de 2013 17:00 | Relatório | CSKA Moscou                                       | 52–69 | Olympiacos Piraeus                                    |  | O2 Arena, Londres Público: 9 218 |  |
| 10 de Maio de 2013 17:00 | Relatório | Placar por quarto: 17-24, 11-16, 8-13, 16-16      |       |                                                       |  | O2 Arena, Londres Público: 9 218 |  |
| 10 de Maio de 2013 17:00 | Relatório | Pts: Weems 13 Rbts: Kaun 7 Asts: Khryapa, Erceg 2 |       | Pts: Hines, Antic 13 Rbts: Hines 10 Asts: Spanoulis 4 |  | O2 Arena, Londres Público: 9 218 |  |

| 10 de Maio de 2013 17:00 | Relatório | Regal FC Barcelona                             | 67–74 | Real Madrid                                     |  | O2 Arena, Londres Público: 13 193 |  |
| 10 de Maio de 2013 17:00 | Relatório | Placar por quarto: 18-11, 15-28, 18-9, 16-26   |       |                                                 |  | O2 Arena, Londres Público: 13 193 |  |
| 10 de Maio de 2013 17:00 | Relatório | Pts: Huertas 19 Rbts: Tomic 12 Asts: Wallace 3 |       | Pts: Reyes 17 Rbts: Carroll 6 Asts: Rodríguez 9 |  | O2 Arena, Londres Público: 13 193 |  |

Decisão Terceiro Lugar
| 12 de Maio de 2013 17:00 | Relatório | CSKA Moscou                                                     | 74–73 | Regal FC Barcelona                                 |  | O2 Arena, Londres Público: 10 716 |  |
| 12 de Maio de 2013 17:00 | Relatório | Placar por quarto: 15-12, 20-23, 24-19, 15-19                   |       |                                                    |  | O2 Arena, Londres Público: 10 716 |  |
| 12 de Maio de 2013 17:00 | Relatório | Pts: Khryapa 16 Rbts: Teodosic, Vorontsevich 5 Asts: Teodosic 5 |       | Pts: Navarro 17 Rbts: Tomic 6 Asts: Jasikevicius 6 |  | O2 Arena, Londres Público: 10 716 |  |

Final
| 12 de Maio de 2013 20:00 | Relatório | Olympiacos Piraeus                            | 100–88 | Real Madrid                                   |  | O2 Arena, Londres Público: 15 169 |  |
| 12 de Maio de 2013 20:00 | Relatório | Placar por quarto: 10-27, 27-14, 24–20, 39-27 |        |                                               |  | O2 Arena, Londres Público: 15 169 |  |
| 12 de Maio de 2013 20:00 | Relatório | Pts: Spanoulis 22 Rbts: Antic 6 Asts: Law 5   |        | Pts: Fernandez 21 Rbts: Reyes 6 Asts: Llull 4 |  | O2 Arena, Londres Público: 15 169 |  |

- MVP Final Four 2013 - Vassilis Spanoulis do Olympiacos Piraeus[4]

### Final Four 2014 (Milão)
| Milão                       |
| --------------------------- |
| Mediolanum Forum            |
| 45° 24′ 04″ S, 9° 08′ 32″ O |
| Capacidade: 12 500          |
|                             |

Semifinais
| 16 de Maio 18:00 | Relatório | CSKA Moscou                                   | 67–68 | Maccabi Electra                          |  | Mediolanum Forum, Milão Público: 11 843 |  |
| 16 de Maio 18:00 | Relatório | Placar por quarto: 19-16, 19-14, 17-15, 12-23 |       |                                          |  | Mediolanum Forum, Milão Público: 11 843 |  |
| 16 de Maio 18:00 | Relatório | Pts: Kaun 14 Rbts: Khryapa 10 Asts: Weems 6   |       | Pts: Blu 15 Rbts: Smith 9 Asts: Ohayon 4 |  | Mediolanum Forum, Milão Público: 11 843 |  |

| 16 de Maio 20:00 |                                               | Regal FC Barcelona | 62–100                                                       | Real Madrid |  | Mediolanum Forum, Milão Público: 11 843 |  |
| 16 de Maio 20:00 | Placar por quarto: 20-20, 17-25, 11-28, 14-27 |                    |                                                              |             |  | Mediolanum Forum, Milão Público: 11 843 |  |
| 16 de Maio 20:00 | Pts: Tomic 16 Rbts: Tomic 8 Asts: Huertas 6   |                    | Pts: Rodriguez 21 Rbts: Llull, Slaughter 5 Asts: Rodriguez 6 |             |  | Mediolanum Forum, Milão Público: 11 843 |  |

Decisão 3º Lugar
| 18 de Maio 17:00 | Relatório | Regal FC Barcelona                              | 93–78 | CSKA Moscou                                  |  | Mediolanum Forum, Milão Público: 11 843 |  |
| 18 de Maio 17:00 | Relatório | Placar por quarto: 21-24, 29-23, 19-17, 24-14   |       |                                              |  | Mediolanum Forum, Milão Público: 11 843 |  |
| 18 de Maio 17:00 | Relatório | Pts: Navarro 20 Rbts: Dorsey 12 Asts: Huertas 7 |       | Pts: Kaun 13 Rbts: Khryapa 4 Asts: Khryapa 7 |  | Mediolanum Forum, Milão Público: 11 843 |  |

Final
| 18 de Maio 20:00 | Relatório | Real Madrid                                                | 86–98 | Maccabi Electra                            | OT | Mediolanum Forum, Milão Público: 11 843 |  |
| 18 de Maio 20:00 | Relatório | Placar por quarto: 16–15, 19–18, 20–20, 18 – 20, OT: 13-25 |       |                                            | OT | Mediolanum Forum, Milão Público: 11 843 |  |
| 18 de Maio 20:00 | Relatório | Pts: Rodríguez 21 Rbts: Bourousis 9 Asts: Llull 8          |       | Pts: Rice 26 Rbts: Tyus 11 Asts: Hickman 3 | OT | Mediolanum Forum, Milão Público: 11 843 |  |

- MVP do Final Four 2014 - Tyrese Rice Maccabi Electra